# Oldsmobile Cutlass
Oldsmobile Cutlass — изначально компактный, а в дальнейшем среднеразмерный автомобиль, выпускавшийся отделением Oldsmobile американской компании General Motors в 1961—1999 годах.
Cutlass был введён в 1961 году в качестве люксовой комплектации для безрамного компактного модельного ряда Oldsmobile F-85, но наибольшего успеха он приобрёл как среднеразмерный автомобиль с рамной конструкцией. В 1976 году автомобиль Oldsmobile Cutlass стал самым продаваемым автомобилем в Северной Америке. В начале 1980-х годов продажи достигали 1 миллиона[чего?].
К 1980 году название «Cutlass» было применено к различным моделям Oldsmobile с добавлением второго наименования для их различия. Сюда входили компактный Cutlass Calais, среднеразмерный Cutlass Ciera, универсал Cutlass Cruiser, а также среднеразмерный премиум-класс Cutlass Supreme.

## В искусстве
- «Кутласс» — короткометражная драма 2007 года, снятая Кейт Хадсон, в которой героине в качестве первой машины достаётся от отца Oldsmobile Cutlass Supreme 1976 года выпуска[1].